# Spinihornera spinigera
Spinihornera spinigera is een mosdiertjessoort uit de familie van de Horneridae. De wetenschappelijke naam van de soort werd voor het eerst geldig gepubliceerd in 1888 door Kirkpatrick als Hornera spinigera.